# Aboriscus
Aboriscus is een geslacht van hooiwagens uit de familie Assamiidae.
De wetenschappelijke naam Aboriscus is voor het eerst geldig gepubliceerd door Roewer in 1940. 

## Soorten
Aboriscus omvat de volgende 3 soorten:
- Aboriscus aborensis
- Aboriscus longipes
- Aboriscus singularis